# Oscinella costalis
Oscinella costalis är en tvåvingeart som först beskrevs av Oswald Duda 1930.  Oscinella costalis ingår i släktet Oscinella och familjen fritflugor.
Artens utbredningsområde är Taiwan. Inga underarter finns listade i Catalogue of Life.